# Paroligia nubila
Paroligia nubila är en fjärilsart som beskrevs av Moore 1882. Paroligia nubila ingår i släktet Paroligia och familjen nattflyn. Inga underarter finns listade i Catalogue of Life.